# Unterlage (Pflanzen)
Eine Unterlage wird meist beim Veredeln von verholzenden Pflanzen verwendet, kann aber auch bei Gemüsepflanzen Anwendung finden und besteht aus dem Wurzelsystem einer Pflanze und einem Teil des Stammes. Auf die Unterlage wird eine weitere Sorte der gleichen botanischen Familie veredelt, nur in dieser nahen Verwandtschaft sind einige erfolgreiche Verbindungen möglich. Die Sorte mit den gewünschten Frucht- oder Blüten-Eigenschaften nennt man Edelreis oder Edelauge. Üblicherweise wird ein kurzes Stück eines Zweiges oder eine Knospe (das „Auge“) mit den Techniken Pfropfen oder Okulieren verbunden. Die Unterlage liefert nicht nur die Versorgung des veredelten Triebes mit Wasser und Nährstoffen, sondern hat auch starken Einfluss auf die Edelsorte. So werden verschiedene Faktoren wie Wuchsstärke, Fruchtgröße, -ausfärbung, -reifezeit oder Blütenansatz und Blütenfarbe je nach Unterlage beeinflusst.
Unterlagen sollten möglichst zur gleichen Gattung oder Art wie das Edelreis gehören; in Ausnahmefällen kann auch auf andere Gattungen innerhalb einer Familie veredelt werden.
Einsatzbeispiele:
- Bei Rosen-Stämmchen wird auf eine besonders gute stammbildende Unterlage, eine besonders kompakte, reichblühende Edelsorte gesetzt.
- Für Äpfel wird eine besonders schwach wachsende Unterlage verwendet (Meist M9 oder auch M27 im Erwerbsobstbau) und eine normal wachsende, aber besonders gut fruchtende Sorte aufgesetzt. Beide zusammen bilden eine kleine, gut fruchtende Pflanze. Für extensiven Anbau wird beispielsweise Supporter 4 empfohlen.
- Um kleinbleibende Birnbäume zu erhalten, wird die mit ihr verwandte Quitte als Unterlage verwendet.
- Die Unterlagsrebe eines Rebstockes bringt als wichtigste Eigenschaft die Reblausresistenz mit. Das sich von der Unterlage entwickelnde Wurzelsystem des Rebstockes wird, je nach Stärke der Reblauswiderstandsfähigkeit, gegen den Befall von Wurzelrebläusen biotechnisch geschützt.

## Arten von Unterlagen

### Produktionsmethoden
- Sämlingsunterlagen: Hier entsteht die Unterlage aus einem Samen durch Keimung (Sämling). Auf Sämlingsunterlagen veredelte Bäume werden in der Regel zu großen Solitärbäumen mit einem stabilen und kräftigen Wurzelwerk.
- Vegetativ vermehrte Unterlagen: Die Vermehrung geschieht meist durch Abrisse (Abrissunterlagen). Dabei werden die Mutterpflanzen bis auf den Boden zurückgeschnitten. Die neu austreibenden Triebe werden schichtweise angehäufelt, wodurch sich im unteren Bereich Wurzeln bilden. Im Spätherbst wird mit speziellen Maschinen durch die entstandenen Dämme geschnitten und die bewurzelten Triebe aufgesammelt und nach Wurzelhalsdurchmesser sortiert. Mittlerweile sind auch schon Unterlagen aus der Pflanzlichen Gewebekultur im Handel, etwa die Zwetschgenunterlage „WAVIT Prudom“.

### Herkunft
Aufgrund einer unüberschaubar großen Zahl an verschiedenen Apfel-Unterlagen in Europa kam es an der East Malling Research Station (England) zu einer Bewertung und Selektion von Unterlagen westeuropäischer Herkünfte. Diese standen in unterschiedlichen Quartieren, deren Nummer sich heute im Namen wiederfindet. Die Unterlage M9 stand demnach im Quartier Nr. 9. (Das M steht für Malling und nicht wie sehr häufig behauptet für Malus.) Es wurden auch Kreuzungen durchgeführt, die zu den MM-Unterlagen führten (Merton Malling). Die Unterlage A2 stammt aus Schweden. Französische Institute (INRA) beschäftigen sich erfolgreich mit Zwetschgenformen. In Gießen wurden schwache Unterlagen für Kirschen selektiert (Gi-Sel-A).

### Häufig verwendete Unterlagen
Einordnung der häufigsten im Handel anzutreffenden Unterlagen:
- Unterlagen der schwach wachsenden Gruppe (Schlanke Spindel, Busch, Spalier geeignet, Baumhöhen 1,5 bis 3 m)

Äpfel: M27, M9, M26, Supporter 4 oder P22,
Birne: Quitte A oder schwächer wachsend Quitte C
Kirsche: GiSelA 3
Zwetschge: INRA GF 2038
- Unterlagen der mittelstark wachsenden Gruppe (Busch oder Halbstamm, Baumhöhen 3 bis 4,5 m)

Apfel: MM106, M4, MM111, M2 oder M7
Birne: Quitte A und Pyrodwarf
Kirschen: GiSelA 5, GiSelA 6, CAB-6P sowie Colt
Zwetschge: INRA GF 655/2, St. Julien A und Wavit
- Unterlagen der stark wachsenden Gruppe (Hochstamm, Halbstamm, Baumhöhen über 5 m)

Äpfel: MM109, M25, M11 oder A2, Sämlinge von Antonowka, Bittenfelder, Grahams und Jakob Fischer
Birne: Kirchensaller Mostbirne, Augustbirne, Gellerts Butterbirne, Josephine von Mecheln
Kirsche: F 12/I
Zwetschge: Brompton oder Marianna INRA GF 8/1

### Stammbildner
Bei Äpfeln werden z. T. auch zusätzlich Stammbildner zwischen Unterlage und Edelreis veredelt. Einige Sorten bilden keine geraden oder sehr frostempfindliche Stämme. Selten kommt es zu einer Unverträglichkeit zwischen der Unterlage und der Edelsorte (Abstoßung). Manchmal schützt eine Zwischenveredelung eine anfällige Sorte vor Stammfäule oder Kragenfäule. Als Stammbildner-Sorten sind im Moment aktuell: Maunzenapfel, Jakob Fischer, Schneiderapfel, Hibernal und Dubble zoete Agt in Gebrauch. Noch bis in die 1940er-Jahre wurden 40 verschiedene Stammbildner verwendet, darunter Pomme d´Or und Genereuse de Vitry. Als Alternative bei Unverträglichkeiten kann die Zwischensorte auch nur wenige Millimeter stark, direkt in einem Arbeitsschritt, zwischen Unterlage und Edelreis eingefügt werden (Nicolieren).
Ebenso ist bei Birnen eine Zwischenveredelung bei Unverträglichkeit zwischen Quittenunterlage und Edelreis üblich. Als Stammbildner verwendet man häufig Gellerts Butterbirne.